# Daisuke Takahashi (calciatore)
Daisuke Takahashi (高橋 大輔?, Takahashi Daisuke; Fukuoka, 18 settembre 1983) è un ex calciatore giapponese, di ruolo difensore.